# Gisela Riera Roura
Gisela Riera Roura (Barcelona, 7 de mayo de 1976) es una tenista profesional española.
La tenista catalana ganó 12 títulos del circuito challenger (4 de individuales y 8 de dobles), pero no logró ninguno del circuito profesional de la WTA hasta su retirada definitiva en 2010.

## Títulos (0)

### Clasificación en torneos del Grand Slam
| Torneo                 | 2002 | 2001 | 2000 | 1999 | 1998 | 1997 | Títulos |
| ---------------------- | ---- | ---- | ---- | ---- | ---- | ---- | ------- |
| Australian Open        | -    | -    | -    | -    | -    | -    | 0       |
| Roland Garros          | -    | -    | -    | -    | -    | -    | 0       |
| Wimbledon              | -    | -    | -    | -    | -    | -    | 0       |
| US Open                | -    | -    | -    | -    | -    | -    | 0       |
| WTA Tour Championships | -    | -    | -    | -    | -    | -    | 0       |

### Finalista en dobles (1)
- 1999: Taskent (junto a Eva Bes pierden ante Evgenia Koulikovskaya y Patricia Wartusch).